# REAPER
REAPER (Rapid Environment for Audio Production, Engineering and Recording) ist eine von dem Unternehmen Cockos entwickelte Digital Audio Workstation (DAW) zur Musikproduktion.
Version 7 wurde von den Entwicklern im Oktober 2023 veröffentlicht.

## Funktionen
Reaper unterstützt Mehrspuraufnahme und -Editing, MIDI-Aufnahme und -Editing, internen Non-Realtime-Downmix und spurweise Effekteinschleifung. Das Routingkonzept verzichtet auf spezielle Bus-, Aux- und MIDI-Spuren, jede Spur kann zugleich Audio- sowie MIDI-Daten enthalten. Mehrspurschnitt ist mittels Objektgruppierung ähnlich wie in Samplitude möglich. Dabei können sowohl einzelne Elemente als auch komplette Spuren gruppiert werden. Ein Editor zur direkten Manipulation von Wellenformen auf Sample-Ebene ist nicht vorhanden. Wie auch in anderen kommerziellen DAWs werden in REAPER Standard-Effekte wie EQs, Kompressoren und Hall mitgeliefert.
Weitere Eigenschaften sind:
- Unterstützung gängiger Treiber- und Plugin-Standards: ASIO, WDM, WASAPI, Core Audio, ALSA, PulseAudio, JACK, VST2, VST3, DXi, AU, LV2, Clap
- interne 64-bit-Audio-Engine
- Steuerbefehle per MIDI- oder OSC-Protokoll
- Reaper-interne Modulation von Instrumenten- und Effektparametern (durch LFOs, Audio oder andere Parameter)
- bis zu 64 Audiokanäle pro Spur möglich
- geringer Bedarf an Speicherplatz und Ressourcen (Download: <15 MB)
- Portabilität (Installation auf Flash-Memory möglich)
- aktive Entwicklung mit monatlichen Updates
- kein Kopierschutz
- Online-Community

## Mitgelieferte Plugins
- ReaComp (Sidechain-Kompressor)
- ReaControlMIDI (Echtzeit-Bearbeitung von MIDI-Daten)
- ReaDelay (Multi-Tap-Delay)
- ReaEQ (parametrischer unlimited-Band EQ mit Hintergrundfrequenzspektrum)
- ReaFir (Mehrzweck-Plugin, u. a. FFT-EQ, Noise Filter etc.)
- ReaGate (Gate mit optionalem Sidechain-Eingang)
- ReaInsert (Synchronisation/Steuerung externer Effekte)
- ReaLimit (Limiter)
- ReaNINJAM (Plugin-Version der Stand-Alone-Anwendung zum Live-Musizieren über das Internet)
- ReaPitch (Veränderung der Tonhöhe, diverse Algorithmen wählbar)
- ReaStream
- ReaSurround (Multi-Kanal-Surround-Panner)
- ReaTune (Tonhöhenkorrektur à la AutoTune, automatisch oder manuell)
- ReaVerb (Faltungshall)
- ReaVerbate (einfacher Hall)
- ReaVocode (einfacher Vocoder)
- ReaVoice
- ReaXComp (Multiband Kompressor)
- ReaSamplOmatic5000 (Direct-From-Disc-fähiger Sampler mit Round-Robin-Funktion)
- ReaSynDr
- ReaSynth (einfacher Signalgenerator)
- diverse JS (Jesusonic) Plugins (200+ u. a. Limiter, Filter, Exciter, Deesser, Stereo Imager, Ring Modulator, Looper, Chorus, Sequencer/Midi-Tools etc.)

## Erweiterung der Grundfunktionen
Reaper bietet mehrere und in der Implementierung unterschiedlich komplexe Möglichkeiten, den Funktionsumfang, das Verhalten, die Steuerung und die grafische Oberfläche des Programms zu verändern.
Einerseits besitzt das Programm einen Makro-Editor, der es ermöglicht, durch Drag’n’Drop von einzelnen Befehlen („Actions“) komplexe Funktionsabläufe zu einem Makro zusammenzufassen und dieses bei Bedarf der Benutzeroberfläche, einer Keyboardtaste, einem Mouse-Button oder einem MIDI-/OSC-Befehl zuzuweisen.
Andererseits besitzt es eine Extension API, die es erlaubt, mit Software tief in Reaper einzugreifen. Makros und Extensions können an andere Benutzer weitergegeben werden.
Im Folgenden werden einige Möglichkeiten, das Programm zu erweitern beziehungsweise zu verändern, in der Reihenfolge von einfach (eingeschränkt) bis fortgeschritten (umfassend) aufgelistet:
- Actions, mit deren Kombination sich komplexe Makros erstellen lassen. Actions und Makros können MIDI-/OSC-Befehlen, Keyboard-Shortcuts und Maustasten zugewiesen werden, sowie in die Menüs und Werkzeugleisten integriert werden.
- Extension API für Lua, Python und EEL-Skripte (intern, Syntax ähnelt C), genannt ReaScript[2]
- einfache interne Skriptsprache JS (Jesusonic, Syntax ähnelt C) mit integrierter Entwicklungsumgebung, zur Erstellung eigener Audio- und Midi-Plugins ohne aufwendigen Kompilierungsprozess (Just-in-time). Sie empfangen und senden Midi- und Audio-Streams. JS-Skripte werden beim Laden in Maschinencode übersetzt und erlauben den Zugriff auf performante Library-Funktionen wie FFT. Die Grafik-Library ermöglicht die Erstellung von Benutzer-Oberflächen.[3]
- WALTER: ein System, das grundlegende Veränderungen an der grafischen Benutzeroberfläche ermöglicht und mit dem verschiedene „Themes“ und „Layouts“ erstellt werden können.[4] Vielfältige Benutzerthemes sind vorhanden.[5]
- Extension API für C++[6]

Diverse Erweiterungen, die den Funktionsumfang unterschiedlich stark vergrößern, sind erhältlich:
- ReaPack: Tool zum Verwalten und Installieren von Erweiterungen, die in diversen Repositories angeboten werden.[7]
- SWS Extension[8]
- Session View Emulator "Playtime" (nicht kostenlos)[9]
- Ultraschall.fm: Open Source entwickelte Umgebung für die Podcastproduktion[10]
- ReaClassical: Open Source entwickelte Werkzeuge für die klassische Musikproduktion inkl. Source-Destination-Schnitt, Mehrspur-Schnitt, Crossfade-Bearbeitung etc.[11]

## Wichtigste Neuerungen

### Ab Version 5.0
Auszug aus dem Änderungsprotokoll:
- VST3 Support
- Erstellung virtueller VCA-Gruppen
- Automation und MIDI/OSC-Zuweisungen für Effektparameter auf Take Ebene
- Verknüpfung von Attributen mehrerer Takes und Items
- Sample-akkurate Automation für Reaper-interne Effekte (JS) und VST3
- Überarbeitung der MIDI-Clock
- Lua Support und integrierte Entwicklungsumgebung für Reascript
- Erstellung von Skripten zur Modifizierung von Videos in Echtzeit
- ASIO Support für bis zu 512 Kanäle
- Noteneditor (ab Version 5.20)

## Fehlende Funktionen
- kein integrierter Editor zur nicht-linearen Bearbeitung von Songs (wie z. B. "Session View" von Ableton Live). Allerdings ist eine Extension namens "Playtime" verfügbar, die einen Teil dieser Funktionalität abdeckt.
- kein Feedback für Parameter, die MIDI-Controllern manuell zugewiesen wurden

## Lizenzmodell
Das Programm wird ausschließlich über das Internet vertrieben und als 60-Tage-Testversion angeboten. Zum Kauf werden zwei unterschiedliche Lizenzen angeboten, eine für die private und kommerzielle Nutzung bei einem Umsatz unter 20.000 US-Dollar pro Jahr, die andere für die uneingeschränkte kommerzielle Nutzung. In ihrem Funktionsumfang unterscheiden sich die Lizenzen nicht. Die 60-Tage-Testversion ist ohne Einschränkungen nutzbar, nach der Testperiode von 60 Tagen jedoch nicht mehr legal. Eine Lizenz gilt für zwei große Versionen (z. B. 6.xx und 7.xx). Für die darauffolgende große Version ist der volle Preis erneut fällig. Eine eigene Upgrade-Lizenzierung wird nicht angeboten.